# Palais Guenete Leul
Cette page contient des caractères éthiopiques. En cas de problème, consultez Aide:Unicode ou testez votre navigateur.
Le palais Guenete Le'ul (ገነተ ልዑል (Gänätä le'ul)) ou Le'ul Guenet (ልዑል ገነት (Le'ul Gänät)) est un palais situé à Addis-Abeba, en Éthiopie. Son enceinte est entourée par Botswana Street à l'ouest et Algeria Street à l'est. À l'angle sud-est se trouve la place du 12 Yekatit.

## Origine
Son nom signifie littéralement « le paradis des princes ». Surnommée le «petit Ghebbi», l'enceinte initiale a d'abord appartenu au ras Mäkonnen qui en avait reçu la propriété de l'empereur Ménélik II. Situé le long de l'axe qui reliait l'ancien palais impérial (gebi) d'Entotto, en altitude, au nouveau gebi de Ménélik II construit à proximité des sources chaudes de Filoha, en contrebas, il est au cœur du quartier modernisé à l'époque de Ménélik. Le ras y fit construire quelques huttes qui lui servaient de résidence lorsqu'il était dans la capitale. Toutefois, en 1905, les bureaux de la première Banque d'Abyssinie y furent installés. À la mort de son père, en 1906, le jeune Täfäri Mäkonnen, futur empereur Haïlé Selassié, hérita de la propriété.

## La construction des résidences
En 1916, alors qu'il accède au poste de régent de l'empire, le ras Täfäri fait construire un premier bâtiment : le Amsalä Gänät (« image du paradis »), aussi appelé Guest Palace. Un second bâtiment — qui abrite aujourd'hui la faculté de droit — fut édifié à partir de 1924. Enfin, en 1934, c'est le bâtiment principal, destiné à devenir la résidence impériale, qui est construit en 8 mois d'après les plans de l'architecte allemand Kametz, également concepteur du bâtiment abritant le Parlement éthiopien.
À la suite de la seconde guerre italo-éthiopienne (1935-1936), le palais Guenete Le'ul devint la résidence du vice-roi d'Italie Graziani. L'empereur y retourna après l'expulsion des Italiens, en mai 1941, durant la Seconde Guerre mondiale. 
En 1961, après une tentative de coup d'État au palais l'année précédente, l'empereur fait du palais du Jubilé sa principale résidence. 
En août 1969, la bibliothèque « John F. Kennedy » y est inaugurée. Elle rassemble aujourd'hui plus de 30 000 livres et documents.
En 1974, l'empereur offrit le palais Guenete Le'ul à l'université d'Addis-Abeba qui s'y installa.

## Utilisation actuelle

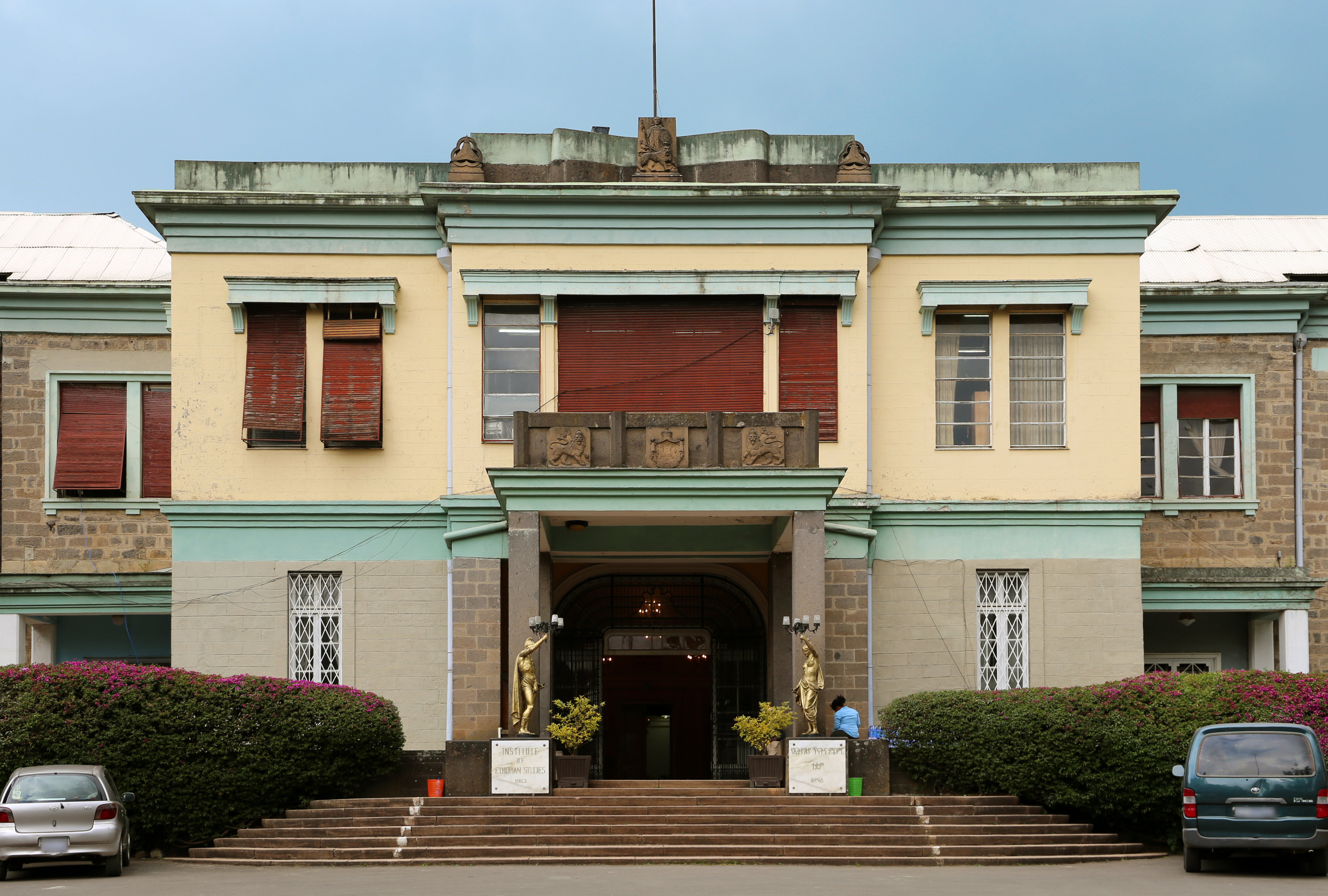
L'ancien palais impérial aujourd'hui musée ethnographique.

L'enceinte du palais impérial constitue aujourd'hui le campus principal de l'université d'Addis Abeba et abrite la faculté des sciences sociales, la faculté de droit ainsi que des résidences étudiantes. L'ancienne résidence impériale est occupée par le musée ethnographique de l'Institute of Ethiopian Studies.